# Gare d’Hymont - Mattaincourt
Gare d’Hymont - Mattaincourt vasútállomás Franciaországban, Hymont településen.

## Vasútvonalak
Az állomást az alábbi vasútvonalak érintik:
- Merrey–Hymont - Mattaincourt-vasútvonal

## Kapcsolódó állomások
A vasútállomáshoz az alábbi állomások vannak a legközelebb:
- Gare de Mirecourt
- Gare de Vittel